# رینگ خونین ۳
رینگ خونین ۳ (انگلیسی: Bloodsport III) یک فیلم رزمی محصول سال ۱۹۹۷ به تهیه کنندگی و کارگردانی آلن مهرز با بازی دنیل برنهارت است. این سومین فیلم از مجموعه فیلم‌های رینگ خونین است. این فیلم به صورت ویدئویی در د. دانلودگنید ۱۹۹۷ منتشر شد و دانیل برنهارت برای دومین بار در نقش الکس کاردو بازی کرد.

## بازیگران
- دنیل برنهارت – الکس کاردو
- جان ریس-دیویس – دووالیه
- جی. جی. پری – جی.جی. تاکر
- چاد استاهلسکی - مکس امگا
- جیمز هنگ - استاد سان
- پت موریتا – دیوید لیونگ
- آمبر ون لنت – کریستال
- یونی پارک – شارل
- راجیو چاندراسخار – فرانکو
- داوا شاتز – جیسون
- استیون ایتو – یونگ
- اریک پالسون - استلیو
- هی ایل چو – قاضی ماکادو
- جرالد اوکامورا
- نیکلاس آر اولسون – هیولا
- کریکت کیتینگ – کروپیه
- ساکو ریچاردسون - کروپیه
- واسانتا کوماراویلا - سارات